# 黑山头遗址
黑山头遗址，位于中国吉林省公主岭市朝阳坡镇黑山头村，为一个省级文物保护单位，类型为古遗址，公布时间为2007年5月31日。该文物保护单位由公主岭市文管所管理。
黑山头遗址的历史年代为新石器、青铜。